# Habib Khedher
Habib Khedher (arabe : الحبيب خضر), né le 8 janvier 1971 à El Hamma, est un avocat et homme politique tunisien.

## Biographie

### Formation et parcours politique
Après avoir suivi ses études primaires et secondaires dans sa ville natale, il s'installe à Sousse pour y suivre une formation en droit avant de poursuivre son cursus à Tunis pour obtenir un master en droit des contrats et des investissements.
En 2000, il commence une carrière d'avocat et enseigne en même temps à l'université[Laquelle ?].
Islamiste dès 1991, il représente ses collègues étudiants aux conseils scientifiques avant d'intégrer Ennahdha ; c'est pour cette raison qu'il est emprisonné à deux reprises sous le régime de Zine el-Abidine Ben Ali.
Élu comme constituant lors des élections de 2011, il est élu par les membres de l'assemblée comme rapporteur général de la Constitution tunisienne de 2014.
Il est ensuite élu député lors des élections de 2014.
Le 8 décembre 2019, il est nommé par le président de l'Assemblée des représentants du peuple, Rached Ghannouchi, comme chef de son cabinet avec rang de ministre. Le 6 août 2020, Khedher démissionne de son poste.

### Vie privée
Il est marié et père d'un fils.

## Publications
Il est l'auteur de deux livres qui ont été publiés en Égypte en 2008 et de plusieurs articles juridiques et politiques qui ont été publiés dans diverses revues tunisiennes.